# Rhydderch ap Dyfnwal
 Rhydderch ap Dyfnwal (gaélique : Rhydderch mac Domnall)  (fl. 971) est un personnage de haut rang de Cumbria du Xe siècle qui tue Cuilén, roi d' Alba en 971.

## Origine
Rhydderch est un fils putatif du roi de Strathclyde Dyfnwal ab Owain, qui a peut-être régné lui-même sur le royaume de  Strathclyde. Rhydderch apparaît dans les sources en 971, lorsqu'il est réputé avoir tué Cuilén mac Illuilb roi d'Alba qui aurait enlevé sa fille. Après la mort de  Cuilén le royaume cumbrien de Strathclyde subit une invasion menée par son successeur Cináed mac Maíl Choluim. L'attaque écossaise semble être liée à l'acte de Rhydderch, et intervient dans le cadre de la restauration de l'autorité des Scots sur le royaume de Cumbria. Si Rhydderch a véritablement régné comme souverain ce ne peut être qu'avant  973, année ou fils de Dyfnwal, Máel Coluim, porte le titre royal.

## Analyse des sources
Rhydderch est un contemporain de Cuilén mac Illuilb, roi d'Alba (mort en 971). Le règne incontesté de ce dernier sur Alba s'étend de 966 à 971,  apparaît relativement calme. La mort de Cuilén en 971 est relevée par plusieurs sources. Selon la Chronique des rois d'Alba du IXe siècle, il est tué avec son frère Eochaid, par des Brittoniques. 
Les Annales d'Ulster compilées au XVe/XVIe siècle relèvent que  Cuilén tombe lors d'un combat contre les Britons, alors que le Chronicon Scotorum du XIIe siècle spécifie que les Britons le tuent en mettant le feu à sa résidence. La Chronique des rois d'Alba localise le meurtre de  Cuilén à Ybandonia. Bien que cela puisse se référer à Abington dans le South Lanarkshire, une localisation plus plausible est préservée dans la Chronique de Melrose du XII/XIIIe siècle. Cette source précise que Cuilén est tué à Loinas, un lieu qui semble se référer soit au Lothian ou au Lennox, deux endroits plausibles de confrontation entre les Scots et Britons. Par ailleurs, le récit de la fin de Cuilén rapporté par le Prophétie de Berchán du XIIe siècle est quelque peu différent. Selon cette source, Cuilén est tué en « occupant une terre étrangère », ce qui pourrait indiquer qu'il tentait de lever les taxes sur les Cumbriens.
La Chronique des rois d'Alba identifie le meurtrier de Cuilén comme étant Rhydderch, et le présente comme le fils d'un homme nommé Dyfnwal, et ensuite rapporte que Rhydderch tue Cuilén par amour pour sa propre fille. La Verse Chronicle, du XIIIe siècle  la Chronique de Melrose, et la Chronica gentis Scotorum du XIVe siècle identifient clairement le meurtrier de Cuilén avec Rhydderch, le père d'une fille violée par la roi.

## Interprétations et contexte
Il y a de bonnes raisons d'estimer que Rhydderch soit un fils de Domnall mac Owen (mort en 975). Bien qu'il ne soit pas indiqué que Rhydderch soit lui-même un roi, le fait que Cuilén veuille venger sa fille, rapproché du fait que sa troupes de guerriers soit suffisamment puissance pour s'opposer à celle de Cuilén, suggère que Rhydderch devait être un personnage de haute lignée. À l'époque de la chute de Cuilén, une petite-fille de Dyfnwal pouvait être une adolescente ou une jeune adulte d'une vingtaine d’années et il est possible que les événements rapportés se réfèrent à une visite du roi d'Alba à la cour du roi de Strathclyde. Cette visite étant même placée dans le contexte de l'exercice de la suzeraineté de Cuilén sur les Britons. Sa mort dramatique suggère que les Scots avaient violé les règles de l'hospitalité, et peut indiquer que Rhydderch avait été amené à mettre le feu à sa propre résidence.
Une manière de donner la mort qui n'est pas étranger aux sources islandaises et celtiques. Le lieu actuellement nommé West Linton dans le Lothian était désigné comme Lyntun Ruderic au XIIe siècle. Le fait qu'il semble se référer à un personnage nommé Rhydderch peut indiquer que c'est l'endroit ou Cuilén et Eochaid périssent. Un autre possible scénario prend en compte l'annexion d'Edinbourg par le père de Cuilén, relevée par les Chronique des rois d' Alba, une conquête qui doit inclure une partie plus ou moins importante du Lothian. Les sources qui localisent la mort de Cuilén dans le Lothian, semblent confirmer que c'est pendant que ce dernier exerçait sa suzeraineté dans cette région que Rhydderch se saisit de l'occasion de se venger du ravisseur de sa fille.

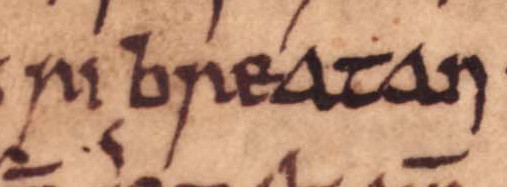
Le titre de Dyfnwal ab Owain tel qu'il apparait sur le folio 33v du manuscrit de la Bibliothèque bodléienne dit MS Rawlinson B 489 (les Annales d'Ulster). Les sources irlandaises lui accord le titre de rí Bretan (Roi des Britons). On ignore si Rhydderch fut lui-même roi. Les Annales d'Ulster accordent avec certitude au fils et successeur de Dyfnwal, Máel Coluim, le titre rí Bretan Tuaiscirt (Roi des Britons du nord).

Rhydderch est seulement attesté dans les sources à l'occasion de la mort de Cuilén et jamais ensuite. Cuilén a comme successeur Cináed mac Maíl Choluim, un membre d'une autre lignée de la maison d'Alpin. L'un des premiers actes de Cináed comme roi d'Alba est évidemment d'envahir le royaume de Strathclyde. Cette campagne doit avoir été une expédition de représailles pour la mort de Cuilén, intervenant de plus dans le contexte d'un rejet par les Brittons de l'autorité des scots. En tout état de cause, l'invasion de Cináed s'est soldée par une défaite , ce qui, ajouté à l'assassinat de Cuilén, révèle que le royaume de Cumbrian était en effet un pouvoir à prendre en compte. Selon La Chronique des rois d'Alba, Cináed a construit une sorte de fortification sur la rivière Forth, peut-être aux de Fords of Frew stratégiquement situés près de Stirling.
Une possibilité est que ce projet d'ingénierie a été entrepris dans le contexte des incursions limitrophes de Cumbria. Bien qu'il soit concevable que Rhydderch ait pu succéder à Dyfnwal au moment de la chute de Cuilén, une autre possibilité est que Dyfnwal était encore le roi et que la grève de Cináed en territoire cumbrien était le dernier conflit du règne de Dyfnwal. En fait le fils de Dyfnwal Máel Coluim (mort en 997) semble avoir accéder au royaume Cumbrien en 973, avec comme preuve son acte de soumission au roi Edgar d'Angleterre cette même année. Cela pourrait indiquer que si Rhydderch était effectivement Fils de Dyfnwal, il était soit mort soit incapable de régner en tant que roi en 973. Le nom de Rhydderch apparaît avec de nombreuses variantes dans les sources survivantes. Alors que certaines utilisent la  forme de Rhydderch, un nom brittonique établi, d'autres privilégient apparemment la forme d'Amdarch, un nom par ailleurs inconnu qui peut être le résultat de la corruption des textes.